# 安倍鉄道
安倍鉄道（あべてつどう）は、かつて静岡県静岡市に存在した軽便鉄道路線およびその運営会社である。
本項では、同社が運営していた鉄道路線についても記述する。

## 歴史
明治時代末、安倍川沿いで産出される木材を運搬するための鉄道を建設する計画が安倍川周辺の住民の間で生まれ、1916年（大正5年）4月15日、井ノ宮 - 牛妻間9.6kmが開通した。本来の目的である貨物輸送や地元住民の足として親しまれ、一時期は改軌や梅ヶ島温泉への延長、藁科への支線の構想があり、1923年（大正12年）には静岡駅までの延長も計画されたが、自動車の普及によって経営が悪化。安倍鉄道も1926年（大正15年）より井ノ宮-静岡駅間、牛妻-俵沢間の乗合自動車業を開始したが、結局鉄道を延伸することのないまま1933年（昭和8年）10月20日に営業を休止、この間乗合自動車は営業していたが翌1934年（昭和9年）6月16日に鉄道旅客営業を廃止して、乗合自動車事業を山下バスに譲渡。鉄道も11月15日をもって正式に廃止となる。休止前の最終運行の列車には乗客が1人もなかったという、寂しい終焉であった。なお、この路線は開業から廃止に至るまで一度も他の鉄道路線と接続することのない孤立した路線であった。

### 年表
- 1914年（大正3年）7月2日 - 安倍軌道に対し鉄道免許状下付（静岡市安西-安倍郡賤機村間）[9]
- 1915年（大正4年）10月11日- 安倍鉄道に社名変更（届出）[10]
- 1916年（大正5年）4月15日 - 井ノ宮-牛妻間開業[11]
- 1918年（大正7年）7月12日 - 鉄道免許失効（1914年7月2日免許 静岡市安西-同市井ノ宮間 指定ノ期限内ニ工事竣工セサルタメ）[12]
- 1920年（大正9年）3月6日 - 鉄道免許状下付（静岡市安西-同市栄町間）[13]
- 1930年（昭和5年）1月30日 - 鉄道起業廃止許可（1920年3月6日免許 静岡市安西-同市栄町間）[14]
- 1934年（昭和9年）6月16日 - 旅客運輸営業廃止実施[15]
- 1934年（昭和9年）11月15日 - 廃止[7]

## 路線概要

### 路線データ
（廃止時点のもの）
- 路線距離（営業キロ）：9.6km[3]
- 軌間：762mm
- 駅数：10駅（起終点駅含む）
- 複線区間：なし（全線単線）
- 電化区間：なし（全線非電化）

### 運行状況
1930年5月1日改正
- 旅客列車本数：6時から20時台まで1時間間隔（日15往復）
- 所要時間：全線下り41分、上り34分

### 駅一覧
廃止時点、今尾 (2008) による

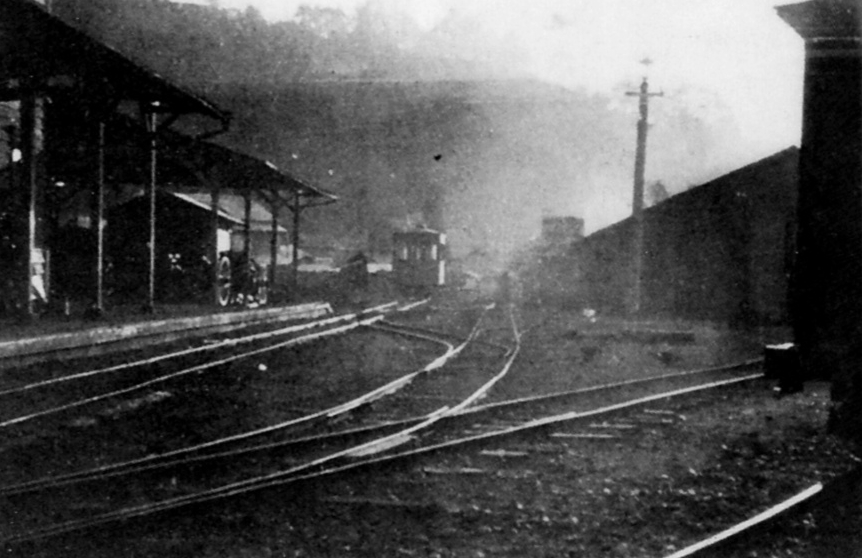
井ノ宮駅

井ノ宮駅* - 籠上駅 - 菖蒲ヶ谷駅 - 御新田駅 - 役場前駅 - 福田ヶ谷駅 - 下村駅 - 大土手駅 - 門屋駅 - 中沢駅 - 牛妻駅
- *「井宮駅」の表記あり
- 中沢駅 - 牛妻駅間に不動滝と呼ばれる名所があり納涼客誘致のため丹野橋仮駅を設置していた[16]。開設1920年（大正9年）8月1日、廃止同年9月30日
- 1917年8月24日に中沢駅は牛妻駅よりに位置が変更されている[17]。
- 開業時、籠上は設置されていなかった[11]。
- 開業当時の駅の所在地は、静岡市にあった起点の井ノ宮駅以外すべて安倍郡賤機村にあった。賤機村は1932年（昭和7年）に静岡市に編入されている。
- 門屋駅付近では松竹蒲田撮影所が筑波雪子主演の映画『あひる女』（1929年）のロケを行ったことがある。
- 運賃は、井宮駅 - 牛妻駅間が24銭、井宮駅あるいは牛妻駅から下村駅間が12銭などであった。開業から休止するまで運賃変更はなかった。、

## 輸送・収支実績
| 年度 | 乗客（人） | 貨物量（トン） | 営業収入（円） | 営業費（円） | 益金（円） | その他益金（円） | その他損金（円） | 支払利子（円） |
| ---- | ---------- | -------------- | -------------- | ------------ | ---------- | ---------------- | ---------------- | -------------- |
| 1916 | 109,393    | 855            | 10,664         | 8,701        | 1,963      |                  |                  | 652            |
| 1917 | 180,968    | 38,327         | 19,542         | 13,560       | 5,982      |                  |                  | 3,099          |
| 1918 | 184,077    | 12,758         | 26,679         | 18,679       | 8,000      |                  |                  | 3,603          |
| 1919 | 197,272    | 14,650         | 32,863         | 25,970       | 6,893      |                  |                  | 2,264          |
| 1920 | 194,457    | 12,676         | 43,152         | 29,818       | 13,334     |                  |                  | 4,837          |
| 1921 | 189,485    | 6,868          | 38,862         | 25,803       | 13,059     |                  |                  |                |
| 1922 | 195,949    | 8,057          | 41,422         | 28,768       | 12,654     |                  |                  |                |
| 1923 | 196,258    | 8,757          | 41,507         | 28,869       | 12,638     |                  |                  | 3,102          |
| 1924 | 177,232    | 9,729          | 34,721         | 27,416       | 7,305      |                  |                  | 2,152          |
| 1925 | 161,830    | 6,194          | 29,634         | 27,478       | 2,156      |                  |                  | 2,201          |
| 1926 | 192,077    | 3,690          | 28,395         | 28,342       | 53         | 自動車588        |                  | 3,005          |
| 1927 | 241,259    | 2,657          | 30,483         | 32,631       | ▲ 2,148    |                  | 雑損400自動車243 | 4,903          |
| 1928 | 228,336    | 2,596          | 34,919         | 27,373       | 7,546      |                  | 自動車202        | 4,836          |
| 1929 | 216,472    | 3,734          | 32,937         | 26,954       | 5,983      |                  | 自動車34         | 3,459          |
| 1930 | 195,262    | 2,150          | 27,957         | 23,191       | 4,766      | 自動車649        |                  | 3,302          |
| 1931 | 127,549    | 1,123          | 17,977         | 17,689       | 288        | 自動車4,152      |                  | 3,665          |
| 1932 | 38,341     | 2,092          | 8,239          | 11,886       | ▲ 3,647    | 自動車4,648      |                  | 2,575          |
| 1933 | 36,217     | 829            | 7,195          | 10,939       | ▲ 3,744    | 自動車7,291      |                  | 2,970          |

- 鉄道院年報、鉄道院鉄道統計資料、鉄道省鉄道統計資料、鉄道統計資料各年度版

## 車両
開業にあたり全車両を大日本軌道より購入した。開業後すぐ追加注文し開業年度末より廃止まで両数は変化が無かった。
- 機関車 (1-3) 5噸4連連結サイドタンク機関車
- 客車
  - ロ1形 (1-3) ボギー式並等客車定員28人
  - ハフ3形 (3) ボギー式並等客車定員40人
- 貨車
  - ワフ1形 (1-2) 4輪ボギー式有蓋緩急貨車
  - トフ1形 (1-3) 4噸積ボギー式無蓋緩急貨車
  - チフ1形 (1) 6噸積ボギー式材木無蓋緩急貨車
  - トフ4形 (4-5) 6噸積ボギー式無蓋貨車